# Banksia occidentalis
Banksia rouge des marais
Espèce
Classification phylogénétique
Statut CITES
Banksia occidentalis, le banksia rouge des marais, est une espèce de plante du genre Banksia, famille des Proteaceae. C'est un arbuste ou un petit arbre endémique d'Australie qui se rencontre sur la côte méridionale de l'Australie-Occidentale en trois peuplements disjoints : à Augusta, autour d'Albany et dans la région d'Esperance.